# Nipsi
Nipsi (en llatí Nypsius, en grec antic Νύψιος "Nýpsios") fou un militar siracusà, nadiu de Neàpolis.
Dionís el Jove de Siracusa el va enviar al front d'una força per aixecar el setge de la ciutadella de Siracusa que estava bloquejada per les forces de Dió de Siracusa. Va arribar just a temps per evitar la rendició de la guarnició i en una sortida sobtada a la nit va derrotar els siracusans als que va fer nombroses baixes. L'endemà, Dió que havia retornat a la ciutat, va atacar i va derrotar a Nipsi i el va assetjar altre cop a la ciutadella.